# Pachysaga
Pachysaga is een geslacht van rechtvleugeligen uit de familie sabelsprinkhanen (Tettigoniidae). De wetenschappelijke naam van dit geslacht is voor het eerst geldig gepubliceerd in 1893 door Brunner von Wattenwyl.

## Soorten
Het geslacht Pachysaga omvat de volgende soorten:
- Pachysaga australis Walker, 1869
- Pachysaga croceopteryx Rentz, 1993
- Pachysaga eneabba Rentz, 1993
- Pachysaga munggai Rentz, 1993
- Pachysaga ocrocercus Rentz, 1993
- Pachysaga strobila Rentz, 1993